# Société Générale
Société Générale, afgekort SocGen, is een van de belangrijkste Franse banken.
De SocGen is in 1864 opgericht als de Société Générale pour favoriser le développement du commerce et de l’industrie en France (Algemene maatschappij ter stimulering van handel en bedrijvigheid in Frankrijk). Het bedrijf is tegenwoordig als consumenten- en investeringsbank actief.

## Activiteiten
SocGen is een van de grootste Franse bankgroepen. 
De activiteiten zijn verdeeld over drie divisies:
- Global Banking and Investor Solutions (37% van de inkomsten en 15.000 werknemers in 2024): hieronder vallen diensten zoals gespecialiseerde financiering voor overnames en grote projecten, activiteiten op effecten- grondstoffenmarkten, commerciële bankactiviteiten inclusief advies over fusies en overnames;
- French Retail, Private Banking and Insurance (32% en 35.000 werknemers). Dit onderdeel richt zich op particulieren met een breed aanbod van financiële diensten waaronder ook vermogensbeheer, private banking en verzekeringen;
- Mobility, International Retail Banking and Financial Services (31% en 43.000). De internationale activiteiten maar ook consumentenleningen, leasing en het beheer van wagenparken.

## Geschiedenis
Op 4 mei 1864 werd de bank Société Générale opgericht door een groep industriëlen en financiers. Haar missie was, en is nog altijd, "het bevorderen van de ontwikkeling van handel en industrie in Frankrijk". Het kantorennetwerk groeide snel en steeg het aantal vestigingen van 1870 tot 1940 van 46 naar 1500. In 1871 werd in London al het eerste buitenlandse kantoor geopend.
Direct na de afloop van de Tweede Wereldoorlog werd de bank op 2 december 1945 genationaliseerd. In 1987 werd de bank weer geprivatiseerd en kregen de aandelen een notering op de effectenbeurs.
In Frankrijk werd in 1995 Fimatex opgericht, het latere Boursorama en nu BoursoBank dat is uitgegroeid tot een belangrijke online bank. In 1997 werd een groot meerderheidsbelang in Crédit du Nord genomen. Buiten Frankrijk werd Komerčni Banka in Tsjechië opgeocht, gevolgd door BRD in Roemenië. In 2001 nam de SocGen de Belgische Bank De Maertelaere over. In 2009 kocht SocGen het 20% aandelenbelang van Dexia in Crédit du Nord waarvoor het € 645 miljoen heeft betaald.
Op 24 januari 2008 werd bekend dat SocGen een verlies van € 4,9 miljard had geleden door frauduleuze transacties. Met het op ongekend grote schaal kopen van met aandelenindexfutures op de DAX Index en Eurostoxx index door SocGen handelaar Jérôme Kerviel.
Op 1 januari 2010 fuseerden de vermogensbeheeractiviteiten van Crédit Agricole (Crédit Agricole Asset Management, CAAM) met die van Société Générale Asset Management. Het nieuwe bedrijf ging verder als Amundi. Crédit Agricole had 75% van de aandelen en Société Générale de rest. In 2014 nam Crédit Agricole een aandelenbelang van 5% over in november 2015 verkocht Société Générale het resterende belang op de markt en was geen aandeelhouder meer in Amundi.
Vanaf 2016 zijn diverse belangen in banken in Centraal- en Oost-Europa afgestoten, waaronder de belangen in TBC Bank en OTP. In 2018 werd de Poolse retailbank Eurobank verkocht aan de Portugese bank BCP.
In april 2021 kondigde Amundi de overname aan van Lyxor Asset Management voor € 0,8 miljard. Amundi is daarmee de grootste aanbieder van exchange-traded funds (ETF) van Europa geworden. Lyxor werd opgericht in 1998 en was sindsdien een volledige dochteronderneming van Société Générale. Verder viel in dit jaar het besluit de netwerken van SoGen en Crédit du Nord te integreren. De samenvoeging leidde tot de sluiting van 600 vestigingen, van 2100 in 2021 naar 1500 in 2025. De actie zal leiden tot jaarlijkse kostenbesparingen van € 450 miljoen in 2025.
In april 2023 lanceerde een dochteronderneming van SocGen, Société Générale–FORGE (SG–Forge), een stablecoin onder de naam EUR CoinVertible (EURCV). SocGen was daarmee de eerste traditionele financiële instellingen met een stablecoin. Op 30 juni 2024 kreeg de bank toestemming om als “electronic money institution (EME)”, zoals gedefinieerd in de Europese verordening MiCAR, te opereren. Redenen voor SocGen om deze virtuele munt te introduceren is de essentiële rol van de munt in de handel in cryptogeld en de eenvoudige en kostenefficiënte manier om internationale financiële transacties te doen. Op 10 juni 2025 werd het plan publiek gemaakt een stablecoin (USDCV) gelinkt met de Amerikaanse dollar te introduceren met de Amerikaanse Bank of New York Mellon als onafhankelijke beheerder.
AB Inbev ·
ABN AMRO ·
Accor ·
ADP ·
Adyen ·
AEGON ·
Ageas ·
Ahold Delhaize ·
AIB ·
Air Liquide ·
Airbus ·
Aker BP ·
AkzoNobel ·
ArcelorMittal ·
Argenx ·
ASMI ·
ASML ·
ASR Nederland ·
AXA ·
Banca Mediolanum ·
Banco BPM ·
Bank of Ireland ·
BioMérieux ·
BNP Paribas ·
Bouygues ·
Bureau Veritas ·
Capgemini ·
Carrefour ·
Crédit Agricole ·
Danone ·
Dassault Systèmes ·
DNB ·
DSM-Firmenich ·
EDP ·
Eiffage ·
Enel ·
ENGIE ·
Eni ·
Equinor ·
EssilorLuxottica ·
Eurofins Scientific ·
Euronext ·
Ferrari ·
FinecoBank ·
Galp Energia ·
Generali ·
Heineken ·
ING ·
Intesa Sanpaolo ·
INWIT ·
Ipsen ·
J. Martins ·
KBC ·
Kering ·
Kerry ·
Kingspan ·
Kongsberg Gruppen ·
KPN ·
Legrand ·
Leonardo ·
LVMH ·
Mediobanca ·
Michelin ·
Moncler ·
Mowi ·
NN Group ·
Norsk Hydro ·
Orange ·
Pernod Ricard ·
Philips ·
Poste Italiane ·
Prosus ·
Prysmian ·
Publicis ·
Recordati ·
Renault ·
Ryanair ·
Safran ·
Saint-Gobain ·
Sanofi ·
Schneider Electric ·
Shell ·
Snam ·
Société Générale ·
Sodexo ·
Stellantis ·
STMicroelectronics ·
Telenor ·
Tenaris ·
Terna ·
Thales ·
TotalEnergies ·
UCB ·
UMG ·
Unibail-Rodamco-Westfield ·
UniCredit ·
Unipol ·
Veolia Environnement ·
VINCI ·
Wolters Kluwer